# Etsi cunctas
Etsi cunctas, en español, "Aunque a todas", es la trigésima encíclica del papa León XIII, del 21 de diciembre de 1888, en ella se dirige a los obispos de Irlanda expresando su cercanía ante el sufrimiento de su pueblo.

## Antecedentes
La historia de Irlanda a lo largo del siglo XIX recoge una gran inestabilidad social, recrudecida por la Gran Hambruna que padeció el país entre 1846 y 1848. El problema de los campesinos irlandeses arrendatarios, en su gran mayoría católicos, desembocó en la conocida como Land War (Guerra de la Tierra), con sucesivos conflictos sociales, que tuvo una de sus más graves manifestaciones en el denominado boicot, no exento de violencia.
Varios decretos de la Sagrada Congregación de Propaganda Fide dieron indicaciones sobre el comportamiento que debían mantener los católicos irlandeses, y un Decreto de la Sagrada Congregación del Santo Oficio, condenó las acciones violentas. León XIII en su encíclica Saepe Nos, explicó los motivos de esas decisiones e insistió en el deber de obediencia a las disposiciones tomadas. Con esa nueva encíclica, Etsi cunctas, el papa quiere manifestar una vez más su cariño por los católicos irlandeses, y aclarar cualquier interpretación errónea de las medidas adoptadas por la Santa en ese conflicto.

## Contenido de la encíclica
Etsi cunctas et singulas partes Doninici gregis, cuius credita Nobis custodia est, paterno amplectamur caritatis affectu; ad eas tamen potissimum cura fertur et cogitatio Nostra, quas in aliquo esse incommodo perspicimus.
Aunque abrazamos con paternal sentimiento de caridad a todos y cada uno de los componentes del rebaño del Señor cuyo cuidado nos fue confiado, sin embargo, nuestras atenciones y nuestros pensamientos se dirigen en particular a aquellos que sentimos afligidos por alguna dificultad.

El papa expresa al afecto particular que siente por los católicos de Irlanda, porque han sido puestos a prueba con especiales y repetidas dificultades. Un cariño que responde a la paciencia con que han suportado esas dificultades, si disminuier su sentimiento religioso. 
En los últimos tiempos, el papa  ha ordenado diversos decretos, ajustados a la verdad y a la justicia, y beneficiosos para los intereses de la Iglesia en Irlanda. Precisamente, para hacer más explícito ese cariño hacia los irlandeses, envía varios objetos valiosos -ornamentos litúrgicas, vasos sagrados- destinados para las catedrales de Irlanda y favorecerán el decoro y dignidad del culto y realzar la belleza de esos lugares. 
El papa manifiesta el deseo de que estos regalos hagan más evidente su amor por los católicos irlandeses, un amor al que se harán más dignos por su docilidad y confianza hacia el papa, rechazando los engaños de los que mal interpretan las indicaciones que les hace el papa.   
Concluye, invocando los dones más preciosos para los obispos, a quienes se dirige, al clero y la pueblo que tienen encomendado impartiendo, como es habitual en la encíclicas, impartiendo para todos la bendición apostólica.   